# Tanaka Tosa
Tanaka Tosa (萱野 権兵衛, 7 septembre 1820-8 octobre 1868) est un samouraï japonais de la fin de l'époque d'Edo, obligé du clan Matsudaira d'Aizu. Il sert de karō dans l'administration d'Aizu, et prend part à la guerre de Boshin. Lors de l'entrée de l'armée impériale dans la ville fortifiée d'Aizu, il tente d'arrêter sa progression. À la suite de la défaite, il suit le karō Jinbo Kuranosuke dans la proche maison d'un médecin et se fait seppuku.

## Source de la traduction
- (en) Cet article est partiellement ou en totalité issu de l’article de Wikipédia en anglais intitulé « Tanaka Tosa » (voir la liste des auteurs).